# TT188
TT188 (Theban Tomb 188) è la sigla che identifica una delle Tombe dei Nobili ubicate nell'area della cosiddetta Necropoli Tebana, sulla sponda occidentale del Nilo dinanzi alla città di Luxor, in Egitto. Destinata a sepolture di nobili e funzionari connessi alle case regnanti, specie del Nuovo Regno, l'area venne sfruttata, come necropoli, fin dall'Antico Regno e, successivamente, sino al periodo Saitico (con la XXVI dinastia) e Tolemaico.

## Titolare
TT188 era la tomba di:
| Titolare   | Titolo                                            | Necropoli | Dinastia/Periodo                        | Note                                                            |
| ---------- | ------------------------------------------------- | --------- | --------------------------------------- | --------------------------------------------------------------- |
| Parennefer | Maggiordomo reale, netto di mani e Amministratore | El-Khokha | XVIII dinastia (Amenhotep IV/Akhenaton) | versante nord-est, a ovest della TT39 e a est delle TT25 e TT28 |

## Biografia
Nessun dato rilevabile.

## La tomba
L'ingresso a TT188 si apre in un cortile da cui si accede anche alla TT374; è una delle prime tombe scavate durante il regno di Amenhotep IV/Akhenaton. Considerando la damnatio memoriae cui venne condannato il re, si giustificherebbero i pesanti danni riportati dai rilievi parietali e, in alcuno casi, la scalpellatura del nome del titolare Parennefer legato, per suo stesso incarico, alla figura del re eretico.
Su una stele (1 in planimetria) i resti di scena con Amenhotep IV/Akhenaton e una regina  dinanzi al sole raggiato (Aton). Un corridoio, sulle cui pareti (2) il defunto, sotto il disco solare di Aton, adora Ra-Horakhti e il defunto e la moglie che adorano la stessa divinità, dà accesso ad una sala trasversale originariamente dotata di otto pilastri. Sulle pareti: il defunto (3) dinanzi ad Amenhotep IV (Akhenaton che si affaccia da un balcone e, su tre registri sovrapposti, la registrazione di prodotti, tra cui il grano ammassato in un granaio, a cura di scribi; seguono scene del defunto che ispeziona l'imbottigliamento del vino in giare e il sigillo delle stesse. Poco oltre (5) resti di scene di vendemmia, con la raccolta e la pigiatura delle uve in presenza di Thermutis e il defunto che riporta l'esito ad Amenhotep IV/Akhenaton sotto un padiglione, seguono (6-7) uomini che raccolgono frutti e il defunto e la moglie seduti. Su altra parete (8) resti di scene del defunto seduto che riceve doni da servitori e che assiste ad un concerto di suonatrici di flauto doppio e tamburelli; poco oltre (9), su due registri, Amenhotep IV/Akhenaton e una regina (?) sotto un padiglione e il defunto, e altri due accompagnatori, prostrati dinanzi ai reali per ricevere una ricompensa. Su altra parete, molto danneggiata, il defunto (10), decorato da un largo collare, segue Amenhotep IV/Akhenaton dinanzi a Ra-Horakhti e alle Anime di Pe e Nekhen e resti di una scena con adorazione di babbuini. Poco oltre (11) su due registri i resti di scene del defunto con mazzi di fiori, portatori di offerte e pastori con bestiame; su altra parete (12) resti di otto rappresentazioni del defunto (?) che offre fiori ad (?) Amenhotep IV/Akhenaton e a una regina sotto un padiglione. Sul fondo (13) l'accesso a una parte non ancora esplorata della tomba.
Le raffigurazioni di Amenhotep IV/Akhenaton, e più in generale dell'intera TT188, sono considerate tra le prime della cosiddetta arte amarniana.

### Annotazioni
1. ↑  La numerazione dei locali e delle pareti segue quella di Porter e Moss 1927, p. 292.
2. ↑  La prima numerazione delle tombe, dalla numero 1 alla 253, risale al 1913 con l'edizione del "Topographical Catalogue of the Private Tombs of Thebes" di Alan Gardiner e Arthur Weigall. Le tombe erano numerate in ordine di scoperta e non geografico; ugualmente in ordine cronologico di scoperta sono le tombe dalla 253 in poi.
3. ↑  I campi della Duat, ovvero l'aldilà egizio, si trovavano, secondo le credenze, proprio sulla riva occidentale del grande fiume.
4. ↑  Nella sua epoca di utilizzo, l'area era nota come "Quella di fronte al suo Signore" (con riferimento alla riva orientale, dove si trovavano le strutture dei Palazzi di residenza dei re e i templi dei principali dei) o, più semplicemente, "Occidente di Tebe".
5. ↑  le Tombe dei Nobili, benché raggruppate in un'unica area, sono di fatto distribuite su più necropoli distinte.
6. ↑  Le note, sovente di inquadramento topografico della tomba, sono tratte dal "Topographical Catalogue" di Gardiner e Weigall, ed. 1913 e fanno perciò riferimento alla situazione dell'epoca.
7. ↑  in tutte le rappresentazioni della TT188 Amenhotep IV viene indicato con tal nome e non ancora con quello, mutato, di Akhenaton.
8. ↑  Non identificabile, ma verosimilmente si tratta di una delle prime rappresentazioni di Nefertiti.

### Fonti
1. ↑  Gardiner e Weigall 1913.
2. ↑  Donadoni 1999,  p. 115.
3. ↑  Gardiner e Weigall 1913, p. 32.
4. ↑  Porter e Moss 1927,  p. 293.
5. ↑  Gardiner e Weigall 1913, pp. 32-33.
6. ↑  Gardiner e Weigall 1913, p. 33.
7. ↑  Porter e Moss 1927,  p. 293, confermata in edizione del 1970.
8. ↑  Aldred 1991, pp. 91-92.
9. ↑  Tyldesley 1998, p. 50.
10. ↑  Porter e Moss 1927,  confermata nell'edizione del 1970, pp. 293-295.
11. ↑  Nims 1973, pp. 181-187.
12. ↑  Davies 1905.